# Virion
Ne doit pas être confondu avec Vibrion.
Pour l'essayiste, voir Pierre Virion.

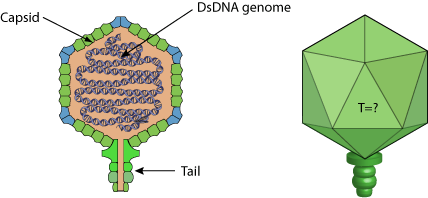
Virion du bactériophage crAssphage.

Le virion  est une des formes extracellulaires d'un virus. C'est une particule virale composite dont le génome viral (un acide nucléique de type ADN ou ARN) est contenu dans une structure pouvant être simple (avec au moins une couche protéique externe appelée capside) à complexe (ex : phage), éventuellement enveloppé par une membrane lipidique externe. Il peut contenir des enzymes.

## Acides nucléiques
Le génome viral peut être sous la forme d'un ARN ou d'un ADN. Il peut être simple ou double-brins.
Dans le cas des girus, il peut aussi y avoir des ARNt et quelques autres types d'ARN.

## Capside
La capside peut être simple et former une couche protéique isolant l'acide nucléique de l'environnement, ou former un ensemble complexe comme chez les phages.

## Enzymes
La première enzyme à avoir été découverte dans un virus est la neuraminidase du virus de la grippe, qui a pour fonction, une fois que le virion a infesté l'hôte, de libérer les nouveaux virions répliqués en clivant les liens entre l'hémagglutinine et les résidus d'acide sialique auquel l'hémagglutine s'était liée lors de la phase initiale d'adsorption. Par la suite, à partir de 1967, de nombreuses enzymes polymérases ont été découvertes, aussi bien dans des virus affectant les êtres humains que les animaux, les plantes ou les bactéries. Ces enzymes, lorsqu'elles synthétisent un brin monocaténaire d'ARN messager à partir du matériel génomique du virion (ADN ou ARN, simple ou double brin) sont regroupées sous le nom générique de transcriptases. Lorsqu'au contraire c'est un brin d'ARN qui est converti en ADN, on parle de  transcriptase inverse. Cette transcriptase inverse, qualifiant les rétrovirus, a été mise en évidence dans  le VIH.

## Enveloppes
Un virion peut être « enveloppé » et présente alors une à plusieurs enveloppes glucidique, voire une membrane lipidique comme dans le cas d'Ebolavirus. La plupart des virions à ARN négatif possèdent une enveloppe. Ce sont généralement des virions excrétés par bourgeonnement cellulaire plutôt que libérés dans le milieu extra-cellulaire par lyse.

## Pro-virion
Certains virions passent par une phase de maturation dans la cellule (un ensemble de protéines virales en cours d'agencement sous l'influence d'enzymes virales responsable du processus de « maturation » des futures particules virales, qu'on appelle alors pro-virions).